# جينيفر هولمز
جينيفر هولمز (بالإنجليزية: Jennifer Holmes)‏ (و. 1955 – م) هي ممثلة، وممثلة تلفزيونية، من الولايات المتحدة الأمريكية.

## وصلات خارجية
- جينيفر هولمز على موقع IMDb (الإنجليزية)
- جينيفر هولمز على موقع أول موفي (الإنجليزية)
- جينيفر هولمز على موقع قاعدة بيانات الفيلم (الإنجليزية)
- جينيفر هولمز على موقع كينوبويسك (الروسية)